# ژوزه گیلیرمه
ژوزه گیلیرمه (انگلیسی: José Guilherme؛ معروف به زی گیلیرمه زادهٔ ۱۶ مارس ۲۰۰۵) بازیکن فوتبال اهل برزیل است که در حال حاضر برای باهیا در پست مدافع بازی می‌کند.
وی همچنین در تیم ملی فوتبال زیر ۲۰ سال برزیل بازی کرده است.

## دوران باشگاهی
ژوزه گیلیرمه که در فورتالزا، سئارا زاده شده است، در سال ۲۰۲۱ پس از بازی برای پورتوگیزا و پالمیراس به تیم جوانان گرمیو پیوست. او در ۲۸ ژوئیه ۲۰۲۲ اولین قرارداد حرفه‌ای خود را با این باشگاه، پس از توافق برای قراردادی سه ساله امضا کرد.
ژوزه گیلیرمه اولین بازی خود را در تیم بزرگسالان در ۱۴ فوریه ۲۰۲۴ انجام داد، زمانی که به عنوان بازیکن جانشین برای هم‌تیمی فارغ‌التحصیل از تیم جوانان، وزلی کاستا، در تساوی بدون گل خارج از خانه مقابل ایپی‌رانگا-آر.اس وارد زمین شد. او در ۱۴ آوریل اولین بازی خود در سری آ را انجام داد و در آن بازی به جای کویابانو در باخت ۲–۱ مقابل واسکو دا گاما به زمین رفت.
در ۱۶ ژانویه ۲۰۲۵، ژوزه گیلیرمه با باهیا قرارداد امضا کرد.